# Kristofer Folkhammar
Kristofer Folkhammar, född 25 februari 1983 i Ålems församling, är en svensk författare och litteraturkritiker. Han växte upp i Blomstermåla och är numera bosatt i Malmö. 
Folkhammar debuterade 2011 med romanen Isak & Billy på Natur & Kultur, som 2012 åtföljdes av diktsamlingen När han kysste mig förlorade jag allt. 2015 publicerades romanen Magisterlekarna: Sodomitisk melodram. 2020 kom diktsamlingen I takt, inatt. Folkhammar nominerades år 2022 till tidningen VI:s Litteraturpris för romanen Är det barnen, baby? som kom ut året innan.  
Han är medlem i poesikollektivet G=T=B=R=G, som har utgivit diktsamlingen Ett tunt underlag, Förlaget Attåt, 2009. Han har även översatt boken Hon är arg av Maja Lee Langvad, från danskan, tillsammans med Johanne Lykke Holm. 
Folkhammar är litteraturkritiker för Aftonbladets kultursida och för Sydsvenskan/HD. Han har tidigare varit verksam som redaktionssekreterare för tidskriften Ord & Bild. Sedan 2021 är han kritikredaktör för Lyrikvännen. 
2022 släpptes filmen Magisterlekarna, i regi av Ylva Forner, som baseras på Folkhammars roman Magisterlekarna: Sodomitisk melodram

### Romaner
- 2010 – Isak & Billy: roman (Natur & Kultur)
- 2015 – Magisterlekarna: sodomitisk melodram (Natur & Kultur)
- 2021 – Är det barnen, baby? (Natur & Kultur)

### Noveller
- 2015 – Sex (Albert Bonniers Förlag) – ingår med novellen ”Brandon”
- 2016 – Eller: Problemet är att han älskar honom (Novellix)

### Poesi
- 2012 – När han kysste mig förlorade jag allt: dikt (Natur & Kultur)
- 2020 – I takt, inatt: dikter (Bokförlaget Lejd)
- 2024 – Måla: dikter (Bokförlaget Lejd)

### Antologier
- 2017 – Fängslade författares dag 2017: tema HBTQ: Tucholskypriset 2017 (Svenska PEN) – redaktör
- 2019 – Berör och förstör: dikter för unga (Rabén & Sjögren) – redaktör, med Athena Farrokhzad

### Översättning
- 2016 – Hon är arg: ett vittnesmål om transnationell adoption – med Johanne Lykke Holm